# Coleophora saponariella
Coleophora saponariella é uma espécie de mariposa do gênero Coleophora pertencente à família Coleophoridae.